# Bunny Bruning
Anna-Marie Bruning, detta Bunny (5 settembre 1957), è un'ex tennista statunitense.

## Carriera
Attiva principalmente tra la fine degli anni 1970 e l'inizio degli anni '80 ha ottenuto i suoi migliori risultati nel doppio femminile, in questa disciplina ha raggiunto due finali nel circuito principale: agli internazionali d'Italia 1977 in coppia con Sharon Walsh e al Pittsburgh Open 1979 insieme a Jane Stratton, in entrambe le occasioni ne è uscita sconfitta.
Nei tornei del Grande Slam non ha ottenuto risultanti rilevanti avanzando al massimo fino al secondo turno sia in singolare che nel doppio femminile.